# Izabela Elżbieta Morsztyn
Izabela Elżbieta Morsztyn, död 1756, var en adlig polsk magnat. 
Hon är känd för sin politiska verksamhet. Hon öppnade 1736 vad som har kallats Polens första politiska salong, och verkade till förmån för Familia-partiet. 